# Куркур
Куркур (фр. Kourkour) — деревня в Чаде, расположенная на территории региона Борку. Входит в состав департамента Борку.

## География
Деревня находится в северной части Чада, в южной части Сахары, на высоте 252 метров над уровнем моря.
Куркур расположен на расстоянии приблизительно 768 километров к северо-востоку от столицы страны Нджамены. Ближайшие населённые пункты: Файя-Ларжо, Торшанга, Мордангай, Таоланга, Со, Куфи, Бесеме, Кеме, Керкереданга.
Климат деревни характеризуется как аридный жаркий (BWh в классификации климатов Кёппена).

## Транспорт
Ближайший аэропорт расположен в городе Файя-Ларжо.